# Área metropolitana de La Paz
El Área metropolitana de La Paz, es la denominación genérica utilizada para denominar la unidad regional integrada por los municipios de Nuestra Señora de La Paz, El Alto, Viacha, Achocalla, Palca, Laja, Pucarani y Mecapaca en las tierras altas de Bolivia. Entre los 8 municipios suman una población estimada de 1,8 millones de habitantes en 2024. Es una de las tres áreas metropolitanas que conforman el Eje central de Bolivia, y es considerada el área metropolitana más grande a mayor altitud del mundo.
El área metropolitana de La Paz está integrada por dos grandes zonas: la ciudad de La Paz y los municipios del conurbano paceño: El Alto, Viacha, Palca, Mecapaca y Achocalla, así como los municipios de Laja y Pucarani que no constituyen propiamente un conurbano, y que mantienen interrelaciones de carácter histórico. Todos los municipios se encuentra en el departamento de La Paz, perteneciendo a 3 provincias diferentes: Murillo, Los Andes e Ingavi.
El término La Paz está relacionado con otras expresiones no siempre bien definidas: el área metropolitana de La Paz, el conjunto Metropolitano La Paz-El Alto, y otros, la planificación estatal plantea la agrupación de los ocho municipios para los propósitos de análisis y planificación.
Es el centro urbano más importante del altiplano andino en donde existe gran presencia de pueblos indígenas principalmente pertenecientes a la cultura aimara, ganando importancia en los últimos años por la variedad cultural y su enorme extensión territorial, con gente de todo el país.

## Demografía
| Provincia | Municipio | Población | km²   |
| --------- | --------- | --------- | ----- |
| Murillo   | La Paz    | 779.728   | 3.040 |
| Murillo   | Palca     | 16.959    | 737   |
| Murillo   | Mecapaca  | 16.324    | 511   |
| Murillo   | Achocalla | 22.594    | 182   |
| Murillo   | El Alto   | 860.062   | 345   |
| Ingavi    | Viacha    | 81.668    | 849   |
| Total     | Total     | 1.831.350 | 5.664 |

| Provincia | Municipio | Población | km²   |
| --------- | --------- | --------- | ----- |
| Murillo   | La Paz    | 755.732   | 3.040 |
| Murillo   | Palca     | 21.641    | 737   |
| Murillo   | Mecapaca  | 20.455    | 511   |
| Murillo   | Achocalla | 46.068    | 182   |
| Murillo   | El Alto   | 885.035   | 345   |
| Ingavi    | Viacha    | 113.453   | 849   |
| Total     | Total     | 1842.384  | 5.664 |

### Evolución demográfica
En las siguientes tablas se recogen datos e información sobre la evolución demográfica de los municipios que conforman el área metropolitana de La Paz. Los datos de población anual están elaborados de acuerdo a los censos oficiales realizados en 2001 y 2012, a principios del siglo XXI (en negrita los años censales).
| Población del área metropolitana de La Paz | Población del área metropolitana de La Paz | Población del área metropolitana de La Paz | Población del área metropolitana de La Paz | Población del área metropolitana de La Paz | Población del área metropolitana de La Paz | Población del área metropolitana de La Paz | Población del área metropolitana de La Paz | Población del área metropolitana de La Paz | Población del área metropolitana de La Paz |
| Año                                        | La Paz                                     | El Alto                                    | Viacha                                     | Pucarani                                   | Laja                                       | Achocalla                                  | Palca                                      | Mecapaca                                   | Total                                      |
| ------------------------------------------ | ------------------------------------------ | ------------------------------------------ | ------------------------------------------ | ------------------------------------------ | ------------------------------------------ | ------------------------------------------ | ------------------------------------------ | ------------------------------------------ | ------------------------------------------ |
| 2001                                       | 793.293                                    | 649.958                                    | 46.596                                     | 24.570                                     | 16.311                                     | 15.110                                     | 14.185                                     | 11.782                                     | 1.571.805                                  |
| 2002                                       | 790.687                                    | 668.038                                    | 49.668                                     | 25.007                                     | 17.253                                     | 15.463                                     | 14.406                                     | 12.167                                     | 1.592.689                                  |
| 2003                                       | 788.081                                    | 686.118                                    | 52.740                                     | 25.444                                     | 18.195                                     | 15.816                                     | 14.627                                     | 12.552                                     | 1.613.573                                  |
| 2004                                       | 785.475                                    | 704.198                                    | 55.812                                     | 25.881                                     | 19.137                                     | 16.169                                     | 14.848                                     | 12.937                                     | 1.634.457                                  |
| 2005                                       | 782.869                                    | 722.278                                    | 58.884                                     | 26.318                                     | 20.079                                     | 16.522                                     | 15.069                                     | 13.322                                     | 1.655.341                                  |
| 2006                                       | 780.263                                    | 740.358                                    | 61.956                                     | 26.755                                     | 21.021                                     | 16.875                                     | 15.290                                     | 13.707                                     | 1.676.225                                  |
| 2007                                       | 777.657                                    | 758.438                                    | 65.028                                     | 27.192                                     | 21.963                                     | 17.228                                     | 15.511                                     | 14.092                                     | 1.697.109                                  |
| 2008                                       | 775.051                                    | 776.518                                    | 68.100                                     | 27.629                                     | 22.905                                     | 17.581                                     | 15.732                                     | 14.477                                     | 1.717.993                                  |
| 2009                                       | 772.445                                    | 794.598                                    | 71.172                                     | 28.066                                     | 23.847                                     | 17.934                                     | 15.953                                     | 14.862                                     | 1.738.877                                  |
| 2010                                       | 769.839                                    | 812.678                                    | 74.244                                     | 28.503                                     | 24.789                                     | 18.287                                     | 16.174                                     | 15.247                                     | 1.759.761                                  |
| 2011                                       | 767.233                                    | 830.758                                    | 77.316                                     | 28.940                                     | 25.731                                     | 18.640                                     | 16.395                                     | 15.632                                     | 1.780.645                                  |
| 2012                                       | 764.617                                    | 848.840                                    | 80.388                                     | 29.379                                     | 26.673                                     | 18.993                                     | 16.622                                     | 16.027                                     | 1.801.539                                  |
| 2013                                       | 762.211                                    | 866.920                                    | 83.460                                     | 29.819                                     | 27.615                                     | 19.346                                     | 16.843                                     | 16.412                                     | 1.822.423                                  |
| 2014                                       | 759.805                                    | 885.100                                    | 86.532                                     | 30.253                                     | 28.557                                     | 19.699                                     | 17.064                                     | 16.797                                     | 1.843.307                                  |
| 2015                                       | 757.399                                    | 903.080                                    | 89.604                                     | 30.690                                     | 29.499                                     | 20.052                                     | 17.285                                     | 17.182                                     | 1.864.191                                  |
| 2022                                       | 903.997                                    | 1.010.785                                  | 80,880                                     | 25,799                                     | 25,225                                     | 15,883                                     | 15,707                                     | 15,014                                     | 2,093,290                                  |

## Orígenes
La ciudad de La Paz en su original trazado en damero data del siglo XVI ocupaba tres cuadras alrededor de la plaza mayor con una superficie de 4,5 hectáreas y una población  aproximada de 6.000 habitantes. A comienzos del siglo XXI la superficie ocupada por los municipios de La Paz-El Alto como centro del área urbana metropolitana es de 48 972 hectáreas de extensión y con una población de 1 613 457 habitantes de los dos Municipios, según el censo de 2012.
Para 1976 ocupaba una superficie de 3.815 hectáreas donde vivían aproximadamente 539.828 habitantes. En el valle de Chuquiago la urbanización se ha desarrollado y acomodado según la topografía del terreno y en función de los diferentes macro-paisajes descritos anteriormente. El comercio fue la llave para el camino del progreso. La Paz, al igual que las otras ciudades latinoamericanas, comenzó a volcarse al mundo mercantilista y con ello apareció una naciente burguesía criolla, que resultó a su vez en una renovación en la fisonomía de la ciudad.
La ciudad creció y diversificó su población, multiplicó su actividad, modificó el paisaje urbano y se alteraron las tradicionales costumbres y las maneras de pensar de las sociedades urbanas. Lo más significativo fue siempre la transformación de su sociedad: aparecieron clases medias y nuevas burguesías que se instalaron rápidamente en la cúspide de la sociedad. Fue a partir de 1899, y como producto de la Guerra Federal, que la ciudad experimenta un desarrollo urbano consecuente con su nuevo como sede de Gobierno; su base económica se fortalece con la presencia de industrias manufactureras, instituciones financieras e infraestructura ferroviaria que la vincula con los centros mineros y los puertos chilenos, adquiriendo la fisonomía de una ciudad moderna.
A principios del siglo XX, la ciudad inaugura un servicio de tranvías para el transporte urbano de pasajeros; canaliza parte del río Choqueyapu; incorpora el tejido urbano a los barrios de San Jorge y Sopocachi, siguiendo un trazado ortogonal a partir de la actual plaza Abaroa.
En La Paz la influencia francesa e inglesa no solo estaba presente en el mundo político sino también en lo urbano como se puede evidenciar en la Alameda (El Prado).
Entre 1930 y 1940, período en que los grupos de ingresos altos (culturalmente occidentalizados) abandonan el centro de la plaza Mayor, hoy llamado Casco Urbano Central, y se establecen en un eje orientado hacia el sur de la cuenca. De esta manera se posibilita el desarrollo de los barrios residenciales de San Jorge, Obrajes, Calacoto y sobre todo de los barrios de Sopocachi y Miraflores.
El arquitecto Emilio Villanueva introduce el concepto de urbanismo, mediante la construcción de la avenida Mariscal Santa Cruz, ruta troncal de la ciudad hasta nuestros días. Diseña la avenida Camacho y su prolongación en la avenida Simón Bolívar, que servirían de acceso al barrio de Miraflores, partiendo de la plaza del Obelisco.
También diseña dicho barrio estructurado en torno a un gran eje verde central, la avenida Germán Busch, con dos plazas como remates, la plaza San Martín y la plaza Villarroel. Diseña el estadio Hernando Siles y luego el Monoblock Central de la Universidad Mayor de San Andrés, punto de referencia de la capitalidad de la ciudad y parte integral de ésta.
Después se ocuparon Obrajes, más al Sur y por los años cincuenta se ocuparon los valles y cuencas más lejanas en Calacoto y alrededores.
Contrariamente, los grupos de ingresos bajos (herederos culturales de los aimaras), establecieron sus ejes de crecimiento en dirección a Challapampa y Achachicala, con vocación de barrios industriales y de residencia obrera; en la periferia, las cuestas empinadas y El Alto en la meseta altiplánica. Los grupos de ingresos medios ocuparon las zonas desocupadas del centro y algunas zonas planificadas como ciudad satélite en El Alto y Los Pinos en el Sur.

### La Paz hasta 1976
En el año 1976, la ciudad La Paz es el centro hegemónico y El Alto la segunda ciudad, que guarda una diferencia enorme. El tamaño urbano de La Paz es aproximadamente 6 veces más que El Alto.
La población urbana de las localidades que pasaran a formar parte del área metropolitana de La Paz era, según datos del INE:
| Ciudades | Población Urbana |
| -------- | ---------------- |
| La Paz   | 539.828          |
| El Alto  | 95.455           |
| Colquiri | 15.350           |
| Viacha   | 9.878            |
| Total    | 697.263          |

Los límites de la mancha son: en la Cuenca hacia el Norte Achachicala y Villa Fátima, al Este hasta la meseta de Pampahasi, hacia el Oeste todavía no se alcanzaba el borde del altiplano, en EL Alto crecen dos manchas urbanas separadas por el aeropuerto el Alto Norte y el Alto Sur todavía muy cercanos a la Ceja, hacia el Sur la urbanización no ingresa a Llojeta, contrariamente en el Bajo la mancha se extiende por los valles de Irpavi, Achumani bajo y la planicie de Calacoto hasta Cota Cota.
La estructura vial primaria está constituida por el eje central que une Cota Cota con La Ceja con una ramificación hacia el Noreste en Miraflores camino a los Yungas, a partir de La Ceja tres ejes hacia Copacabana, Desaguadero y Oruro.
Se percibe también la ubicación de zonas de industrias, artesanía y depósitos en El Alto a lo largo de los tres ejes viales y en la Cuenca al inicio de la autopista. Existen dos centros de servicios públicos con comercios en el Centro Urbano y otros dos en el Bajo en Obrajes y San Miguel, destacan sobre el tejido urbano algunos importantes equipamientos de salud en Miraflores, de educación superior con los campus de la Universidad Mayor de San Andrés, de deporte el Coliseo Cerrado y el estadio Hernando Siles, la estación de ferrocarriles, el cementerio general y la terminal de buses entre los principales

### La Paz de 1976 a 1996
La Paz luego de la revolución de 1952, entró con atraso en relación con el resto de Latinoamérica, en un proceso de explosión demográfica y social, fruto de la migración rural, se configuró un nuevo fenómeno urbano debido a formación de los cinturones periféricos de barrios pobres o las llamadas zonas marginales, agrupadas por afinidades de origen de pueblo o región.
Los inmigrantes generalmente campesinos en busca de mejores condiciones de vida, traían sus costumbres y tradiciones a la ciudad, venían atraídos por el paisaje urbano que causaba admiración y sorpresa, engrosaban la actividad terciaria, los servicios de baja calificación y el comercio informal, pocos eran los que tenían posibilidades de trabajo asalariado. La situación era difícil para los recién llegados pero el tejido social en formación permitía ciertas solidaridades (capital social) que ayudaban en la vida cotidiana de los migrantes.
En el año 1992, la diferencia entre la ciudad de La Paz y El Alto se acorta. En ese año, el tamaño urbano de la Paz es tan solo 1.7 veces más que la segunda ciudad. El carácter de expansión urbana de El Alto es una clara tendencia que muestra a esa ciudad como fuertemente evolutiva, seguido de Caranavi y Viacha. La ciudad de La Paz empieza a ralentizar la tasa de crecimiento demográfica.
Población de las principales ciudades que conforman el área metropolitana en el año 1992, y sus tasas de crecimiento,.
| Ciudades | Población Urbana | Tasa Crecimiento 76-92 |
| -------- | ---------------- | ---------------------- |
| La Paz   | 713.378          | 1,8                    |
| El Alto  | 405.492          | 9,2                    |
| Viacha   | 19.036           | 4,2                    |
| Caranavi | 7.533            | 4,6                    |
| Total    | 1.193.821        | 3,4                    |

Con el tiempo la ciudad creció más por el influjo de estos nuevos habitantes urbanos, la tasa de crecimiento así lo mostraba, sobre todo en El Alto donde llegó al 9,2 entre los años 1976 y 1992, siendo la más intensa del país. Este fenómeno sustituyó la sociedad congregada y compacta de la ciudad, por una sociedad dividida en la que se contraponían dos mundos de dos sociedades coexistentes y yuxtapuestas. “Una fue la sociedad tradicional, compuesta de clases y grupos articulados, cuyas tensiones y formas de vida transcurrían dentro de un sistema convenido de normas. La otra fue el grupo inmigrante constituido por personas aisladas que convergían en la ciudad…..era una sociedad anónima instalada precariamente al lado de la otra como un grupo marginal. “  Los inmigrantes y aquellas clases que se sentían desarraigadas de la sociedad tradicional y que no querían acatar sus normas establecidas, constituyeron la nueva masa urbana, que pretendía incorporarse a la sociedad tradicional para gozar de sus bienes y para ascender de rango dentro de su escala.
En poco tiempo esa sociedad escindida empezó a revelar la peculiaridad de su estructura social en la estructura física de la ciudad. Tantos y tan profundos cambios afectaron a la ciudad de manera heterogénea en relación con sus diferentes sectores. Esta situación se vio acompañada de una diversidad de estilos de vida. La ciudad se transformó entonces en una yuxtaposición de barrios y zonas urbanas poco comunicadas entre sí.
Aparecieron también los barrios exclusivos y los barrios populares, en condiciones precarias. En las pendientes o laderas y el Altiplano, zonas de asentamientos espontáneos y de autoconstrucción.
Desde 1976 hasta 1992 la población urbana a nivel del país casi se duplica, pasó de 1.925.840 a 3.694.846, mostrando la tendencia de crecimiento acelerado de las ciudades. Es también en ese periodo que Bolivia pasó a ser un país preponderantemente urbano con 58% de la población en las ciudades.
El Alto cuadruplicó su población de 95.455 habitantes en 1976 a 405.492 para 1992, creciendo a una tasa récord de 9,2%. El Alto empieza a concentrar población que demanda soluciones a sus problemas, lo cual desemboca en su separación administrativa de la ciudad de La Paz el 6 de marzo de 1985 en que el Congreso Nacional aprobó la ley 728, creando la cuarta sección municipal de la provincia Murillo con su capital El Alto de La Paz, misma que fue elevada a rango de ciudad en septiembre de 1988.
El Alto ocupa en 1996 aproximadamente 6.600 hectáreas sobre el Altiplano y La Paz 6.400 hectáreas sobre el valle de Chuquiago; la continuidad entre ambas manchas se hace cada vez más perceptible.

### La Paz de 1996 a 2012
El crecimiento de la mancha urbana, sin importar la división administrativa existente entre La Paz y El Alto, muestra una aglomeración continua de masa edificada que está rebasando los límites jurisdiccionales definidos por la municipalización del país.
En el año 2001, apenas hay una diferencia de aproximadamente 142 mil habitantes entre las ciudades de La Paz y El Alto. El crecimiento de esta última se ha ralentizado, pero continúa en una tendencia urbana expansiva con un volumen urbano significativo, a diferencia de la ciudad de Caranavi, que presenta la misma intensidad de crecimiento urbano pero con una población urbana muy pequeña. Viacha mantiene una tasa muy rápida de crecimiento urbana y La Paz, a un ritmo muy lento, aunque en términos absolutos continúa aumentando su población urbana.
Población de las principales ciudades que conforman el área metropolitana en el año 2001, y sus tasas de crecimiento.
| Ciudades  | Población Urbana | Tasa Crecimiento 92 - 01 |
| --------- | ---------------- | ------------------------ |
| La Paz    | 789.585          | 1,1                      |
| El Alto   | 647.350          | 5,1                      |
| Viacha    | 29.108           | 4,6                      |
| Caranavi  | 12.083           | 5,1                      |
| Achocalla | 10.369           | -                        |
| Total     | 1.552.146        | 2,3                      |

El Alto, que fue un área periférica de la ciudad de La Paz nace en 1985, originando una dualidad urbana de asentamientos separados o ciudades fragmentadas, ya no es una Subalcaldía de La Paz, sino una entidad administrativa autónoma con sus propias autoridades, propios recursos y propia institucionalidad municipal.
Es en la ciudad de El Alto que parece concentrada la segregación socio espacial y cultural iniciada en la ciudad colonial. Es la viva expresión de la urbanización de la pobreza de hoy o la ciudad de campesinos como diría Fernando Carrión. Fue la ciudad olvidada por el Estado, fue la periferia de la ciudad con un crecimiento al margen del desarrollo urbano municipal, situación que originó su independencia de la ciudad de La Paz, más por motivaciones políticas que por solución a sus problemas.
En El Alto el índice de pobreza es de 66.90%, mayor que el promedio nacional con 58,6%. El Alto después de lo ocurrido en octubre de 2003 (hecho denominado “guerra del gas” que ocasionó la renuncia del Presidente de la República de Bolivia, Sánchez de Lozada), muestra una de las facetas más violentas y destructivas de la postergación, la urbanización acelerada e ignorada en sus diversas manifestaciones, la pobreza y los conflictos étnicos que afectan a Bolivia, emergen por la falta de un desarrollo urbano – municipal. Presenta un conjunto de problemas derivados de la falta de institucionalidad, “la ciudad de las ausencias”, diría Indaburu.
Esa situación, de olvido y discriminación por parte del Estado ha descubierto la realidad de la mayoría de los habitantes periurbanos de las principales ciudades del país, que viven marginados y en condiciones de extrema pobreza; Borja y Castells, al referirse al proceso de urbanización como creador y a la vez destructor de las ciudades principalmente de países en desarrollo, puntualizan:
“…..las mayorías urbanas no son ciudadanas, están marginadas del estado de derecho, de la cultura cívica, subempleadas o sobreviviendo en la informalidad, localizadas en áreas mal equipadas y escasamente visualizadas desde la ciudad formal y legal”, consecuentemente es una tarea pendiente el buscar formas de reinserción de estos grupos a la ciudad, o dicho de otra manera buscar los medios para su inclusión.

### Metropolización y Conurbación
Urquizo, (2004) define el área metropolitana como el conjunto de las secciones municipales directamente involucradas en el proceso de conurbación de la ciudad principal, que no es necesariamente continuo, y que comparten áreas de su territorio por procesos de conurbación, invasión o tendencia de expansión urbana. Estas son La Paz, El Alto, Viacha, Achocalla, Mecapaca y Laja.
Benavides, (2006) remarca tres aspectos característicos de la Metropolización: la continuidad espacial de los territorios; pueden ser de diferente jurisdicción y los flujos en red. Es el proceso que se genera a partir de la concentración poblacional predominantemente urbana y las múltiples relaciones que genera en los flujos con otros centros, con características similares o 1. Se trata de espacios habitables y productivos que generan relaciones de funcionamiento en red que sirven de plataforma en los procesos de globalización.
Mientras que conurbación es el proceso por el cual un área urbana crece y se integra en forma física y funcional con los centros urbanos o ciudades que están en su alrededor. Se transforman en barrios o subdivisiones dependientes. Este proceso termina con la integración, generando una sola unidad o red de la cual no se pueden diferenciar las antiguas divisiones urbanas. (Benavides, 2006).
En este proceso, el área metropolitana de La Paz, tiene dos puntos expansivos, que son la misma ciudad de La Paz y el otro, la ciudad de El Alto. La ciudad La Paz dinamiza y enlaza a El Alto, y entre ambas existe un flujo de bienes y personas que diariamente realizan este recorrido intenso. En la mañana desde El Alto hacia la ciudad de La Paz y por la noche, de la ciudad de La Paz a la ciudad El Alto. Otro enlace desde la ciudad de La Paz se da hacia Mecapaca y transitando por Ovejuyo, vincula a Palca. Achocalla recibe una mutua influencia de la ciudad de El Alto y de la ciudad de La Paz. El Alto se expande inmediatamente hacia Viacha y, pareciera que también sucederá lo mismo, pero mucho más tarde con Laja y Pucarani.
Este proceso de conurbación, supera las limitaciones físico natural de la topografía, particularmente las que se tiene que franquear en La Paz y Palca y entre La Paz y El Alto.
El área metropolitana, de manera más específica incluye principalmente a La Paz y El Alto y Viacha. Estos tres centros se han conurbado, por invasión o tendencia de expansión urbana. Achocalla muy próxima a fundirse con La Paz, dinamizada también por las interconexiones con El Alto. Más remotas forman parte Laja, Pucarani y Mecapaca. El área metropolitana del departamento, involucra a tres provincias Murillo (La Paz, El Alto, Achocalla y Palca), Ingavi (Viacha) y Los Andes (Laja y Pucarani) y ocho municipios.
El proceso de expansión urbano, espontáneo y desordenado, se ha dado entre medio de conflictos alrededor de los límites por la apropiación de recursos financieros provenientes de los impuestos de las propiedades. Estos conflictos reales y latentes se han producido entre La Paz con Mecapaca, Palca y Achocalla y entre El Alto con Viacha y Laja.
Según el Plan de Desarrollo Municipal de La Paz 2007 – 2011 (JAIMA), la visión metropolitana se construye a partir de las visiones combinadas con los objetivos de los grandes proyectos del Municipio, a saber:
- La Paz con liderazgo en la región metropolitana andina, que organiza y fortalece el sistema urbano regional, con gestión territorial y ambiental acordes al desarrollo económico productivo-competitivo y donde sus habitantes tienen una mejor calidad de vida.
- El Alto, centro industrial manufacturero, interconectado con un sistema de transporte masivo de carga y personas, que coadyuva a las exportaciones con un puerto seco y con sostenibilidad socioeconómica, habitabilidad y equidad en su población.
- Viacha, centro industrial de escala regional, de dotación de bienes y servicios a la producción agropecuaria regional. Con condiciones de sostenibilidad, habitabilidad y equidad, que tiene capacidad de recibir e integrar a la población inmigrante.
- Los municipios de: Laja, Achocalla, Pucarani, Mecapaca y Palca, organizado, productor agropecuario, con minera moderna, con áreas protegidas identificadas y desarrolladas, con redes de centros secundarios jerarquizados, y con equipamiento y servicios de apoyo local.

Según el Plan de Ordenamiento Urbano y Territorial 2004 (POUT) del municipio de El Alto, metropolización es “el proceso que se produce como consecuencia del desarrollo de una ciudad importante en sus manifestaciones económicas, sociales y culturales, con efectos significativos y directos en otros establecimientos humanos de jurisdicciones municipales vecinas o cercanas, menores en tamaño o en valor funcional, que se constituye en ciudad principal, asimismo, con efectos en las interrelaciones entre todos los establecimientos del conjunto, configurando un sistema urbano de características específicas”,
Área metropolitana como “territorio ocupado por un sistema formado por una ciudad principal y otros asentamientos humanos con los que mantiene fuertes relaciones, donde se presenta la continuidad de las áreas urbana intensivas y extensivas, o de alguna combinación entre ambas”.
Los dos conceptos anteriores permiten ubicar a la ciudad de El Alto - La Paz, como uno de los grandes asentamientos humanos en el eje central nacional de importantes ciudades, con una influencia significativa en las poblaciones de su entorno dando lugar a un crecimiento acelerado de sus poblaciones, áreas urbanas y áreas rurales de estas mismas, generando una serie de problemas físicos, sociales y económicos en la administración de esas ciudades y de la propia ciudad.
En la actualidad la ciudad de El Alto, concentra la mayor parte de las actividades de la región occidental, situación que obliga a las poblaciones de su alrededor se movilice en busca de trabajo y de servicios a la ciudad La Paz, las dificultades que enfrenta en relación con las condiciones geológicas y las escasas áreas disponibles para su futuro crecimiento, hacen que el costo del suelo y la vivienda sea elevada, excluyendo de esta manera el asentamiento de la migración poblacional campo ciudad que se registra en el área en las últimas décadas, la tasa de crecimiento anual, que registra el último censo poblacional del INE 2012, señala que en La Paz es de -0.335 %, con una población urbana 761.023 habitantes, en cambio la ciudad de El Alto se propone como una ciudad que captura los movimientos migratorios debido a su extensión, bajo costo y condiciones geológicas, con una tasa de crecimiento poblacional de 2.43%, con 845.445 habitantes, que presenta una clara vocación industrial y de producción.

## Infraestructura básica

### Abastecimiento de agua potable
La Empresa Pública Social de Agua y Saneamiento (EPSAS), tiene la responsabilidad de prestar el servicio de agua potable y alcantarillado sanitario en el área correspondiente a los Municipios de La Paz y El Alto.
Contaba, en el 2011, con los siguientes sistemas:
- Sistema Achachicala. Este sistema se alimenta de las fuentes:

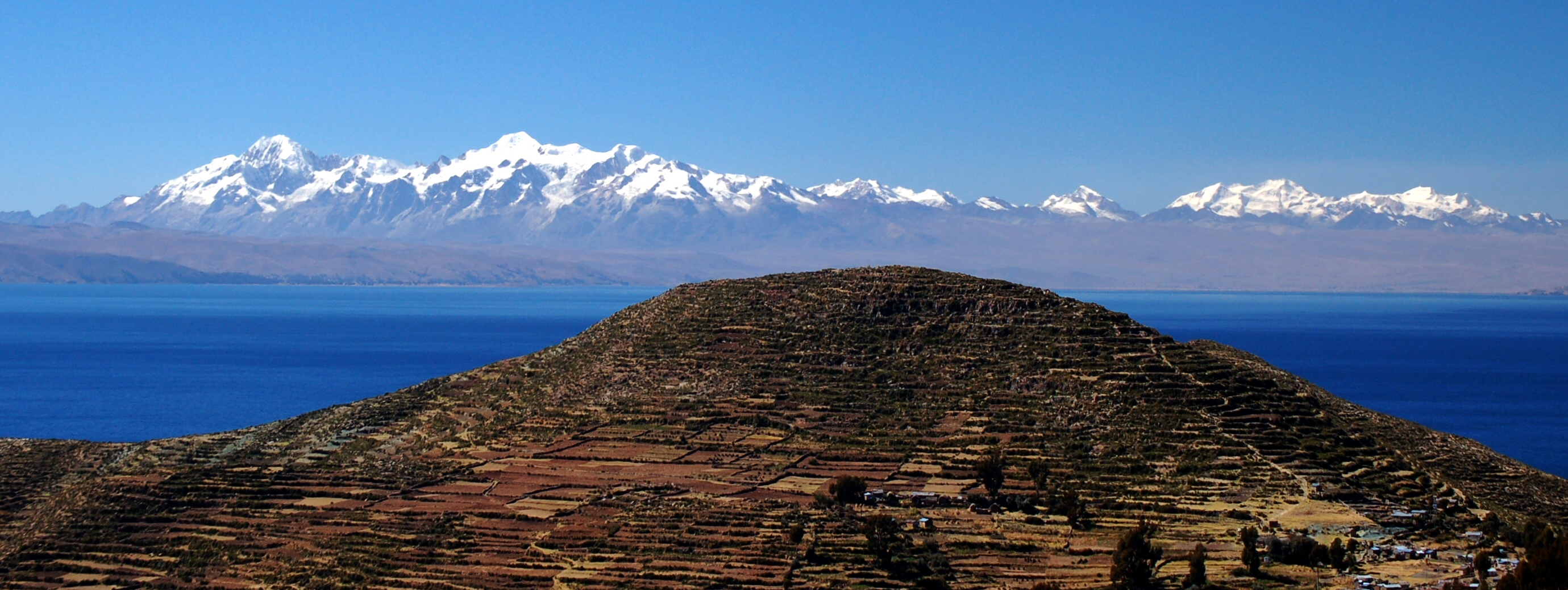
Laguna Milluni

- Janko Khota: La laguna de Janko Khota se encuentra 6 km aguas arriba de la presa de Milluni. El agua es de buena calidad para el consumo humano.

La ubicación de la represa Jankho Khota se emplaza en un sitio cuya altitud se encuentra aproximadamente a los 4551 m s. n. m. y el vaso a una altitud promedio de 4549 m s. n. m. a nivel del pelo de agua de la laguna Jankho Khota.
El canal Jankho Khota parte desde una elevación aproximada de 4548 m s. n. m. y llega a la represa Milluni con una elevación de 4527 m s. n. m.
- Milluni: La cuenca Milluni se encuentra a aproximadamente 15 km de La Paz en dirección noroeste. En la cuenca superior se encuentra la laguna Pata Khota y la laguna Janko Khota.  El río Milluni se alimenta también desde la cuenca del cerro Charquini que atraviesa la mina abandonada de Milluni, recibiendo aguas contaminadas con hierro, manganeso, sulfatos y otros metales. En 1920 se ha construido una represa, que almacena agua, que en la actualidad se utiliza para consumo humano. El embalse se encuentra a 4 532 m s. n. m., tiene una capacidad de 10.8 millones de m³ La cuenca que aporta al embalse es de 58.2 km²

El canal Milluni es la aducción que lleva las aguas desde el embalse Milluni hasta la estructura denominada Fore By y posteriormente a la planta de tratamiento Achachicala, el mismo tiene una longitud aproximada de 13 km, y está construido de mampostería de piedra en algunos tramos, y en otro simplemente es de tierra. En su recorrido se encuentra la denominada “Calera”, instalación donde se agrega cal al agua que sale del embalse Miluni con un pH 3, hasta un pH aproximado de 6.
El canal Milluni parte desde la Represa del mismo nombre en una elevación de 4527 m s. n. m., recorriendo un trayecto montañoso hasta la ex planta hidroeléctrica llegando a una elevación de 4252 m s. n. m.
- Cuenca de Choqueyapu: La cuenca Choqueyapu se encuentra a aproximadamente 15 km de La Paz en dirección noroeste, tiene una longitud de 15 km y alcanza un ancho máximo de 9 km. Se utiliza el agua de esta cuenca para el consumo humano en los períodos de estiaje.

- Sistema Pampahasi: Las fuentes actuales del sistema son: La cuenca de Incachaca; y la cuenca de Hampaturi. Cuenta con tres embalses construidos, uno en la cuenca de Incachaca y dos en la cuenca de Hampaturi.

- Sistema El Alto (Por gravedad): Las fuentes actuales (2011) del sistema son: La cuenca del Tumi; La cuenca del Huayna Potosí; y, la cuenca del Condoriri

- El embalse Tuni está formado por una presa en tierra y con enrocado en piedra, forma un embalse de 21,548,000 m³, entró en operación en el año 1977. El nivel máximo del embalse es de 4 435 m s. n. m.
- El embalse Condoriri, construido en 1999, forma un embalse a 4 460 m s. n. m. El embalse tiene un volumen útil de 230,000 m³. La presa es de tierra, con escollera de piedra.

- Sistema El Alto - Tilata (Aguas Subterráneas): El sistema Tilata se abastece de aguas subterráneas mediante dos líneas de pozos, cada una con 15 pozos con profundidades variables entre 90 y 105 m y con un diámetro de 25 cm.

### Vías de acceso
Las principales vías de acceso al área metropolitana de La Paz son a través de las carreteras:
- La Paz - Desaguadero - 113 km
- La Paz - Oruro - 230 km[16]